# دوكي هولمز
دوكي هولمز (بالإنجليزية: Ducky Holmes)‏ هو لاعب كرة قاعدة أمريكي، ولد في 8 يوليو 1883 في دايتون في الولايات المتحدة، وتوفي بنفس المكان في 18 سبتمبر 1945.

## وصلات خارجية
- دوكي هولمز على موقعبيزبول رفرنس.كوم (الدوري الرئيسي) (الإنجليزية)
- دوكي هولمز على موقعبيزبول رفرنس.كوم (الدوري الثانوي) (الإنجليزية)